# Ourisia macrocarpa
Ourisia macrocarpa är en grobladsväxtart. Ourisia macrocarpa ingår i släktet Ourisia och familjen grobladsväxter. Utöver nominatformen finns också underarten O. m. calycina.